# Koropiec (rzeka)
Koropiec (ukr. Коропець Koropeć) – rzeka na Ukrainie, lewy dopływ Dniestru. Długość – 78 km, powierzchnia zlewni – 511 km². Szerokość – od 20 m, głębokość 0,5–1,5 m.
Wypływa ze źródła opodal wsi Kozówka, przepływa przez Wyżynę Podolską, przez Kozową, Podhajce, Monasterzyska.